# Basílica de Nossa Senhora dos Mártires

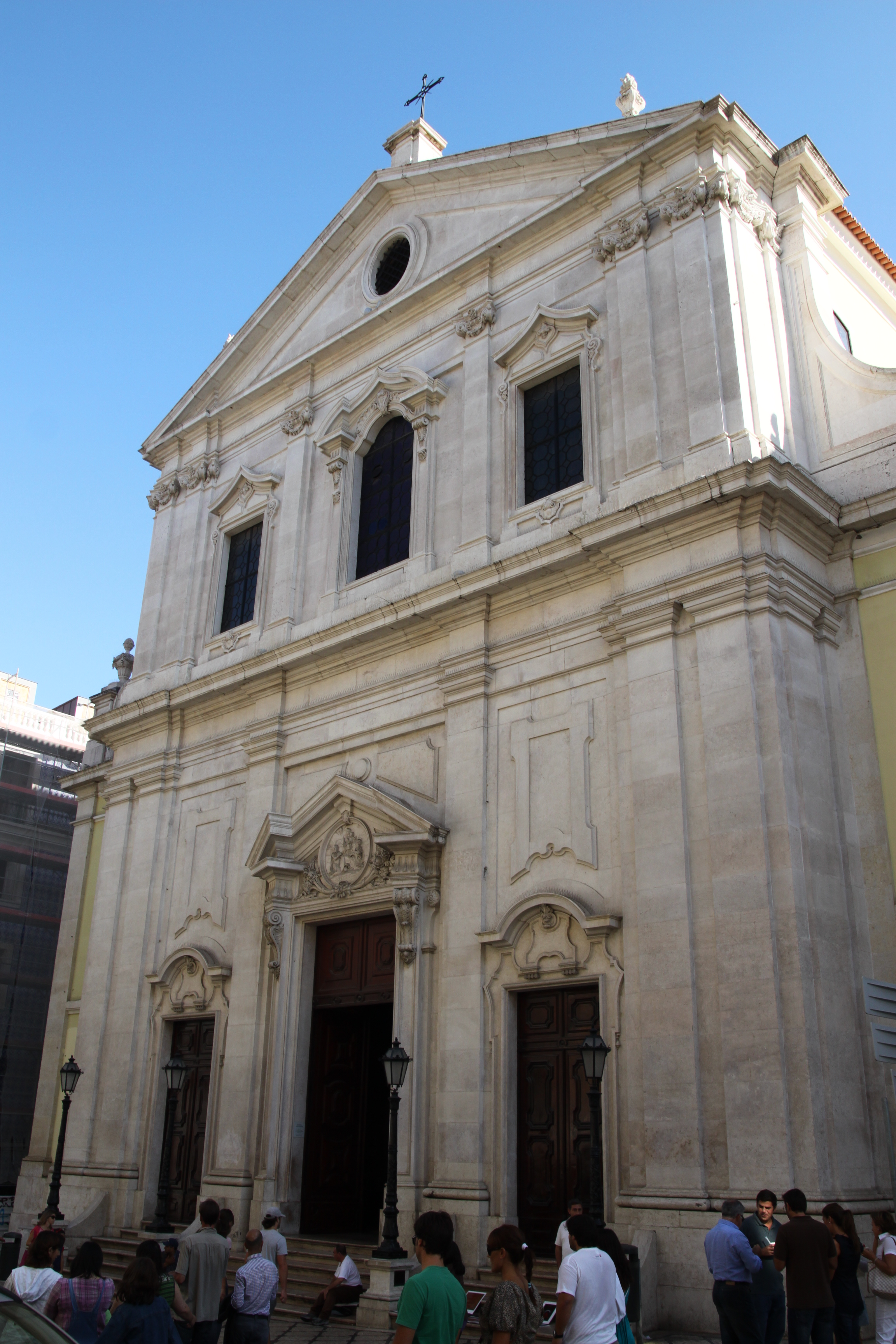
Straßenfassade der Basilika

Die Basílica de Nossa Senhora dos Mártires (deutsch Basilika Unserer Lieben Frau der Märtyrer) ist eine römisch-katholische Kirche in der portugiesischen Hauptstadt Lissabon, gelegen in der Rua Garrett im Viertel Chiado. Sie war Namensgeberin für die ehemalige Stadtgemeinde (Freguesia) Mártires, in der sie steht und die heute zur Freguesia Santa Maria Maior gehört.
Die Kirche mit dem Rang einer Basilica minor wurde im spätbarocken und klassizistischen Stil erbaut. Sie stellt ein Beispiel für die hochwertige Architektur und Ausgestaltung einer Kirche beim Wiederaufbau der Stadt nach dem Erdbeben von Lissabon 1755 durch Sebastião José de Carvalho e Melo dar.

## Vorgängerkirche

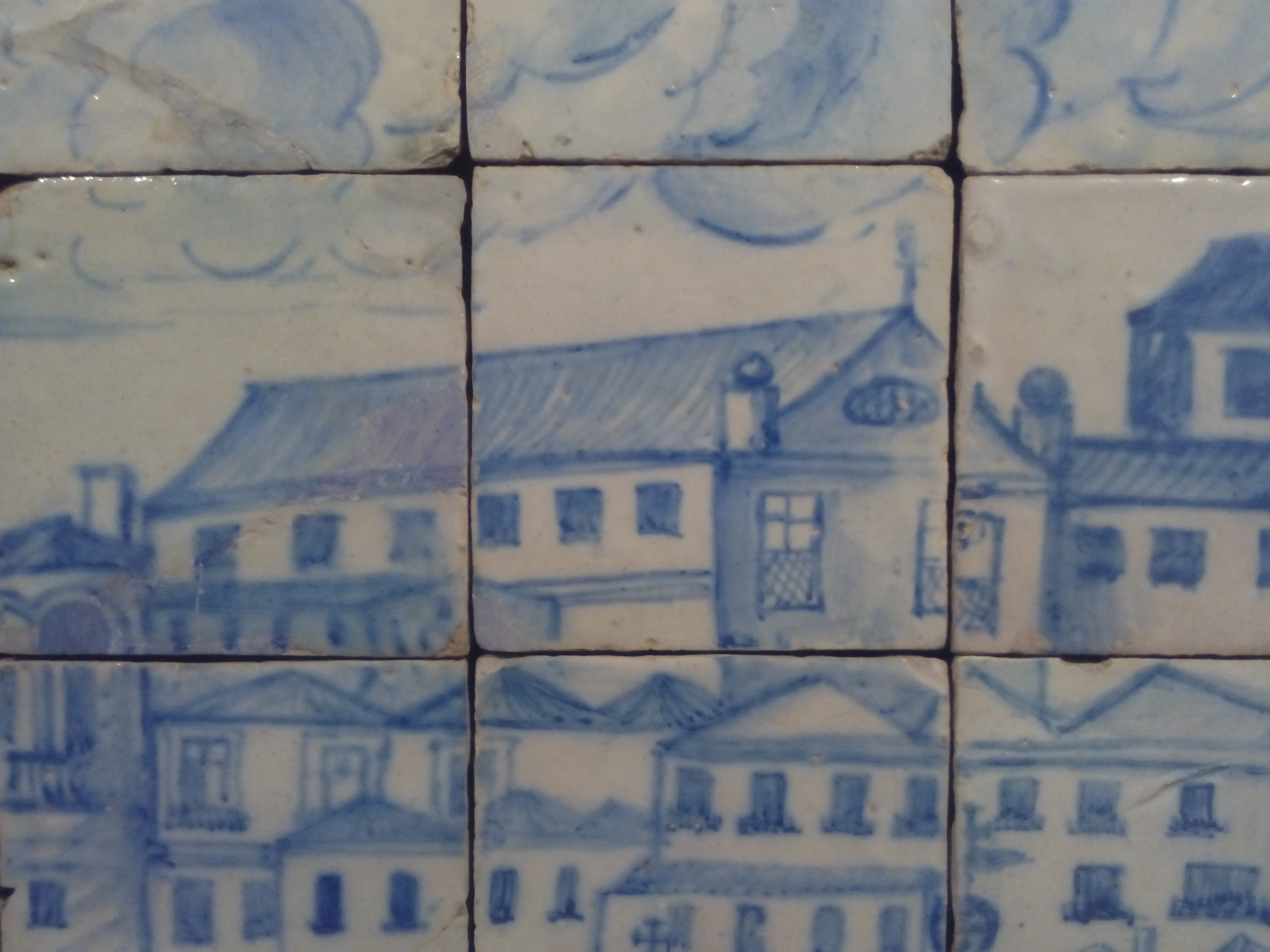
Ansicht der Kirche der Märtyrer vor dem Erdbeben auf einer Kachelplatte des frühen 18. Jahrhunderts Museu Nacional do Azulejo

Die Pfarrei Unserer Lieben Frau der Märtyrer wurde unmittelbar nach der Rückeroberung Lissabons von den Mauren im Jahre 1147 gegründet. Sie war die erste katholische Kirche Lissabons und wurde Zentrum für den ältesten Pfarrbezirk der Stadt. Die anfängliche Kapelle wurde als Stätte der Verehrung eines Marienbildes erbaut, das von den englischen Kreuzrittern mitgebracht wurde und der Erinnerung an die bei der Verteidigung des christlichen Glaubens gefallenen Soldaten diente. Laut der Überlieferung bat Alfons I. um Hilfe und Schutz durch die Muttergottes. In der Kapelle wurde die erste Taufe in der Stadt nach der Reconquista durchgeführt. Aus der Kapelle war nach Anbauten um 1600 und ergänzender Seitenkapellen um 1700 eine große Barockkirche erwachsen, welche 1750 neu renoviert war, als sie durch das Erdbeben 1755 völlig zerstört wurde.

## Heutige Kirche

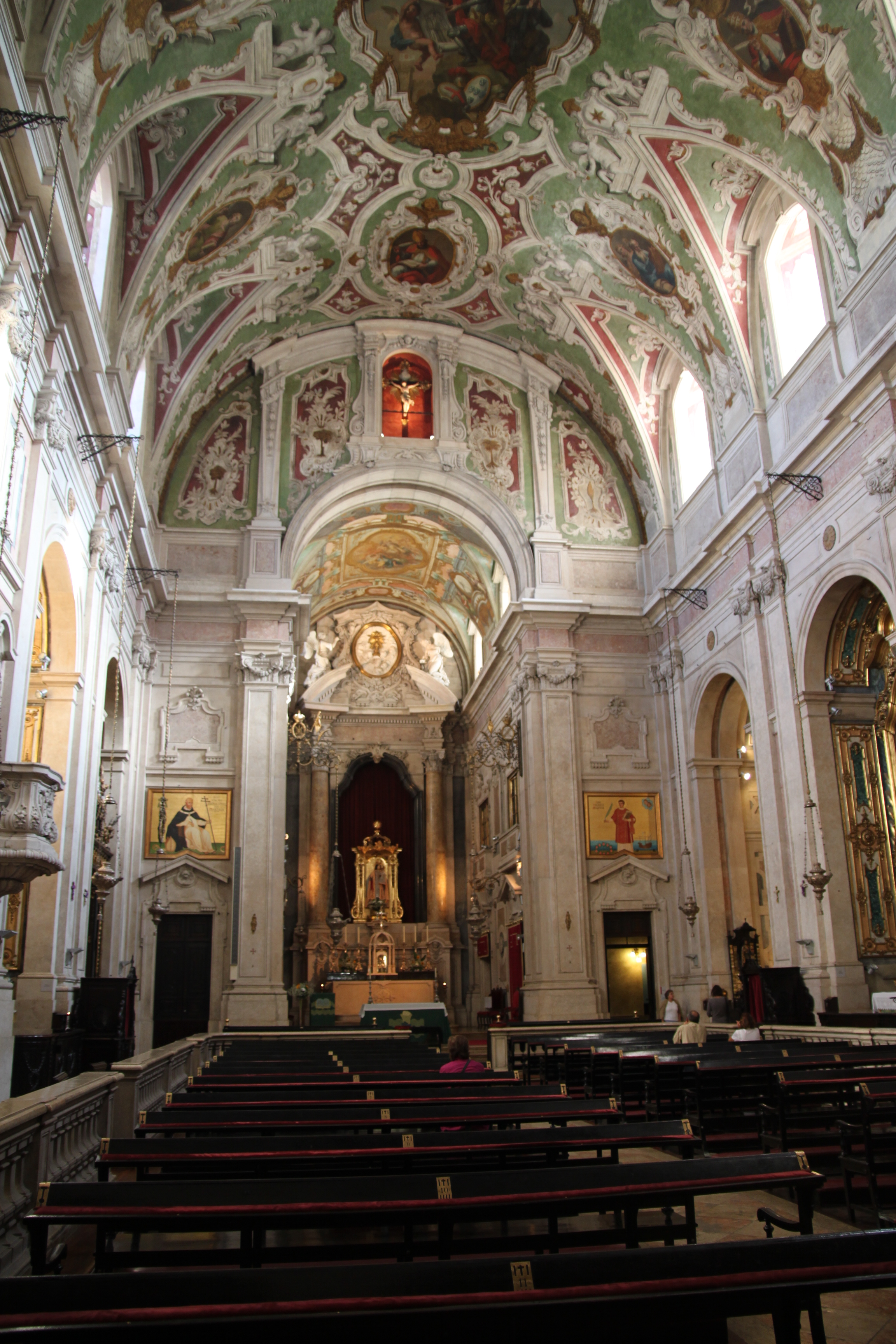
Innenansicht

Die heutige Basilika wurde von Reinaldo Manuel dos Santos entworfen und wurde im März 1784 geweiht. Die einschiffige Kirche wird von acht Seitenkapellen umrahmt. Sie ist innen mit Marmor ausgekleidet und besitzt zahlreiche Statuen und Gemälde.
Die prächtigen Deckengemälde und Altarbilder stammen von Pedro Alexandrino de Carvalho und seinem Schüler José António Narciso. Die Orgel und das Gehäuse mit vergoldeter Schnitzerei wurden von dem Orgelbauer António Xavier Machado e Cerveira erstellt. Die Basilika der Märtyrer besitzt noch ein Krippenspiel aus dem achtzehnten Jahrhundert mit 126 Figuren, geschnitzt von der Schule von Machado de Castro.
Die Fassade aus dem Kalkstein Lioz gliedert sich in drei Etagen, dem Giebel, der Fensteretage und dem Portalbereich. Hier weist über dem zentralen Portikus eine Gedenkmedaillon auf die ursprünglichen Kirche: Dieses Flachrelief stellt Alfons I. begleitet von dem legendären Kreuzritter Guilherme da Longa Espada dar, bei der Danksagung an die Jungfrau Maria für die Eroberung von Lissabon. Es ist ein Werk von Francisco Leal García. Der Glockenturm befindet sich im hinteren Teil des Gebäudes.
Das Taufbecken stammt aus der ursprünglichen Basilika vor dem Erdbeben. Darin wurden unter anderem 1514 der selige Bartolomeu Fernandes (Bartholomäus von den Märtyrern) getauft; 1630 Kardinal Luis de Sousa und 1888 der Dichter Fernando Pessoa.